# The Dark Command
The Dark Command è il settimo album del gruppo musicale Exciter, pubblicato nel 1997.

## Tracce
1. The Dark Command – 3:40
2. Burn at the Stake – 4:46
3. Aggressor – 3:30
4. Assassins in Rage – 3:17
5. Ritual Death – 5:30
6. Sacred War – 3:55
7. Let Us Prey – 5:08
8. Executioner – 4:11
9. Suicide Overdose – 2:36
10. Screams from the Gallows – 4:10

## Formazione
- John Ricci - chitarra
- Marc Charron - basso
- Jacques Bélanger - voce
- Rik Charron - batteria